# نیوتاز (کانزاس)
نیوتاز (به انگلیسی: Niotaze) شهری در ایالت کانزاس کشور ایالات متحده آمریکا است که جمعیت آن در سرشماری سال ۲۰۱۰ میلادی، ۸۲ نفر بوده‌است.